# Segunda revolta de Boa Vista
A segunda revolta de Boa Vista do Tocantins, por vezes denominada de segunda guerrilha do Tocantins, foi uma série de acontecimentos que ocorreram no norte da província de Goiás, envolvendo também as províncias do Maranhão e Grão-Pará. As hostilidades se iniciaram em abril de 1907, e só foram finalizadas após um sangrento conflito que levou a morte de Leão Leda, o principal líder oligarca da região, em março de 1909.
O conflito contrapôs grupos oligarcas da região e o clero que disputavam o domínio do poder político na esfera regional. Assim como a primeira revolta, a segunda também foi de cunho emancipacionista, pois tinha o objetivo de desvincular territórios para a formação de um novo estado.

## Antecedentes
A segunda revolta tem seus antecedentes ligados aos desdobramentos da primeira revolta de Boa Vista, que envolveu principalmente conflitos entre oligarcas e rebeliões emancipacionistas.
Embora encerrados em 1894 por intermédio de autoridades maranhenses e por frei Gil de Villa Nova, após a morte do frade, os conflitos de Boa Vista ressurgiram. O grupo oligarca do coronel Leitão havia sido destituído do poder local, e o poder se concentrava agora em grupos conservadores ligados à Diocese de Goiás. A disputa entre conservadores (federalistas) e liberais (bulhonistas) é o que realmente estava por trás destes conflitos.
As propostas emancipacionistas revividas durante a primeira revolta de Boa Vista, agora tinham mais apelo e apoio, além de proporção macrorregional, englobando populações dos territórios do Goiás, Maranhão e Grão-Pará. No auge, o conflito quase pôs em guerra civil o Goiás e o Grão-Pará.

## A revolta
Os bulhonistas – enfraquecidos desde sua expulsão de Boa Vista do Tocantins em 1894 (haviam perdido o domínio político na esfera estadual em 1893), estavam se recompondo desde 1898 com a chegada de Leão Rodrigues de Miranda Leda (coronel Leão Leda) e seu grupo á cidade. Leão Leda havia sido expulso do Maranhão por conflitos ocorridos no Alto Sertão, envolvendo a proclamação da República de Pastos Bons. Leão Leda trouxe a ideia juntamente consigo quando mudou-se para Goiás, transformando-a no "estado de Pastos Bons".
Leão Leda com o apoio do governo de Goiás, através do governador Rocha Lima, tomou o poder em Boa Vista, confrontando o domínio das autoridades eclesiásticas, que dominavam a política local. Através do governador, conseguiu que se nomeasse como juiz da comarca de Boa Vista do Tocantins, Cantídio Bretas, e como promotor público, Adelmar Macedo, que era seu genro.
O principal rival político de Leão Leda era o padre João de Sousa Lima (posteriormente Cônego João Lima), que além de sacerdote havia sido político influente em Boa Vista, chegando a ser eleito intendente e deputado pela cidade.
Para enfraquecer domínio de padre João, Leão Leda arregimentou bandos de jagunços para roubar gado, cereais e outros pertences de aliados do padre. Esta atitude enfureceu o Padre João de Sousa Lima e a diocese de Goiás, que o excomungou acusando-o de ser judeu (de fato era judeu) e sob a alegação de ser ligado á maçonaria.

## Desdobramentos iniciais
O estopim da crise se deu nas eleições municipais de Boa Vista, quando Leão Leda foi eleito intendente. Abriu-se uma crise institucional porque os votos dados a Leão Leda foram tidos como comprados. Não aceitando o resultado das eleições o Padre João de Sousa Lima tenta retomar o poder em Boa Vista organizando um ataque ao grupo do coronel Leão Leda no dia 23 de maio de 1907. Neste ataque morreu Tomas Moreira, genro de Leão Leda.
Os combates entre os grupos rivais seguiram, e em julho de 1907 a cidade de Boa Vista do Tocantins estava quase totalmente destruída. Casas comerciais haviam sido arrombadas e saqueadas, o cartório, a agência do correio nacional, e boa parte dos prédio públicos haviam sido destruídos, com todos os documentos sendo queimados. Os destacamentos da Guarda Nacional não conseguiam por fim ao conflito, sendo obrigada se retirar da localidade. No mesmo mês a comarca de Boa Vista foi desativada e transferida para Porto Nacional.
Padre João, se aproveitando da transferência da comarca, retoma o controle total de Boa Vista em janeiro de 1908, e põe seus esforços para expulsar o coronel Leão Leda definitivamente da região, conseguindo apoio da diocese do Maranhão para isto.
Com a transferência da comarca para Porto Nacional, o grupo de Leão Leda perdeu suporte político, mudando-se para localidades próximas. Os conflitos então se alastraram pelas localidades vizinhas, chegando em Filadélfia em agosto, e ao estado do Maranhão, nas cidades de Porto Franco e Carolina, em setembro de 1907. Em dezembro do mesmo ano explode nas localidades goianas de São Vicente do Araguaya e Pedro Afonso.
A primeira etapa do conflito foi vencida por padre João, que conseguiu empurrar seus opositores para longe de seu território de influência.

## Revolta dos Galegos e a declaração de Marabá
Influenciados pelo conflito que se desdobrava no estado vizinho, e com o apoio do grupo de Leão Leda, um movimento separatista se desenvolveu no Grão-Pará paralelamente. Este movimento tentou anexar os territórios do sul do Grão-Pará ao Goiás em 1808.
As localidades de Alcobaça, Marabá, São João do Araguaya e Conceição do Araguaya declararam-se independentes, no ato que ficou conhecido como “declaração de Marabá”. Nomearam João Parsondas de Carvalho como advogado e negociador junto á Goiás. O projeto foi bem recebido pelo presidente Rocha Lima, que conseguiu a rápida aprovação da anexação no congresso estadual, nomeando Norbeto de Mello como chefe da Coletoria do Oeste de Goiás, e criando no mesmo despacho a comarca de Marabá. Mello organizou um grupo de jagunços sob seu comando e sob a supervisão de Antônio Maia, denominado "Milícia do Itacaiúnas".
O grupo de Leão Leda se beneficiou com isto, visto onde estava alojado, em Porto Franco, enfrentava constantes ataques de aliados de padre João.  Em meados de 1908, Leão Leda e seus aliados mudam-se para o oeste goiano (territórios do Grão-Pará que haviam sido anexados). No mesmo ano, fixa-se em Conceição do Araguaya.
A declaração rebelou os grupos pró-governo paraense, reunidos principalmente nas famílias árabes de Marabá, denominados "Galegos". Este grupo estava sob a liderança de Uady Moussallem. A Milícia Galega entrou em confronto direto com a Milícia do Itacaiúnas, mergulhando Marabá no maior dos conflitos armados registrados na cidade. O grupo dos Galegos somente obteve vitória quando uma unidade da Brigada Militar do Pará chegou à região.

## Última fase do conflito
Após perder o controle de Boa Vista, os conflitos ainda se desenrolaram em Porto Franco, Filadélfia e Pedro Afonso até junho de 1908, quando Leão Leda retirou-se finalmente da região.
Em janeiro de 1909, ao estabelece-se em Conceição do Araguaya, Leão Leda junta forças políticas (apoio de seu sobrinho, o político e comerciante Estevão Maranhão) e declara a criação do estado de Pastos Bons. Este ato enfureceu a diocese de Goiás, que temia a perda de uma de suas principais e mais lucrativas missões. Devido a isto, Dom Domingos Carrerot, bispo da Paróquia Nossa Senhora da Conceição, passa a confrontá-lo publicamente, acusando-o de ser herege e ligado á maçonaria.
Em 3 de fevereiro de 1909 após Leda juntar jagunços para roubar e depredar propriedades de seu inimigo político, Dom Carrerot, explode um novo conflito, desta vez envolvendo as localidades de Conceição, Santa Maria do Araguaya (atual Araguacema), e Porto Araguaya (atual Couto Magalhães). Carrerot também arregimenta grupos armados, que passam a atacar aliados de Leão Leda.
Após um mês de conflitos, Dom Carrerot arma uma emboscada, e entre 8 e 9 de março de 1909, após um violento conflito, mata 52 dos aliados Leda, capturando também o próprio Leda e seu filho, sendo estes linchados e mortos pela população local.

## Desfecho
O conflito se encerrou com a morte de Leão Leda, fator que influencia na total desarticulação do grupo bulhonista no norte de Goiás. Demonstra também que a estrutura política do Estado, ainda não havia se consolidada, mesmo após quase uma década de proclamada a república no Brasil. O grupo conservador (federalistas) fortaleceu-se sobremaneira em todo o Goiás.
Após o fim do conflito, o clero reforçou sua influência sobre a região, e demonstrou grande capacidade de articulação em todos os níveis de poder. Destacam-se também os atos de extrema violência referendados pelas autoridades eclesiásticas.
Após este conflito, o Grão-Pará finalmente retoma o controle do sul da província. Mesmo tendo criado os municípios de São João e Conceição em 1808, somente reassume o controle total da região em 1909. As autoridades goianas ainda esboçaram retomar o controle da região, mas a possibilidade da explosão de uma guerra civil entre os estados as faz desistir.
Os movimentos emancipacionistas também ganharam força e peso, influenciando populações de três estados, mas não articulados o suficiente para consolidar resultados maiores. No entanto lançaram-se as bases para a construção de novas propostas para o estado do Tocantins, sendo a principal delas, por Lysias Rodrigues na década de 1930. A revolta também fez surgir os ainda incipientes movimentos emancipacionistas do Maranhão do Sul e Carajás.